# Alhagi maurorum
El maná de Persia (Alhagi maurorum) es una especie de arbusto perteneciente a la familia de las fabáceas.

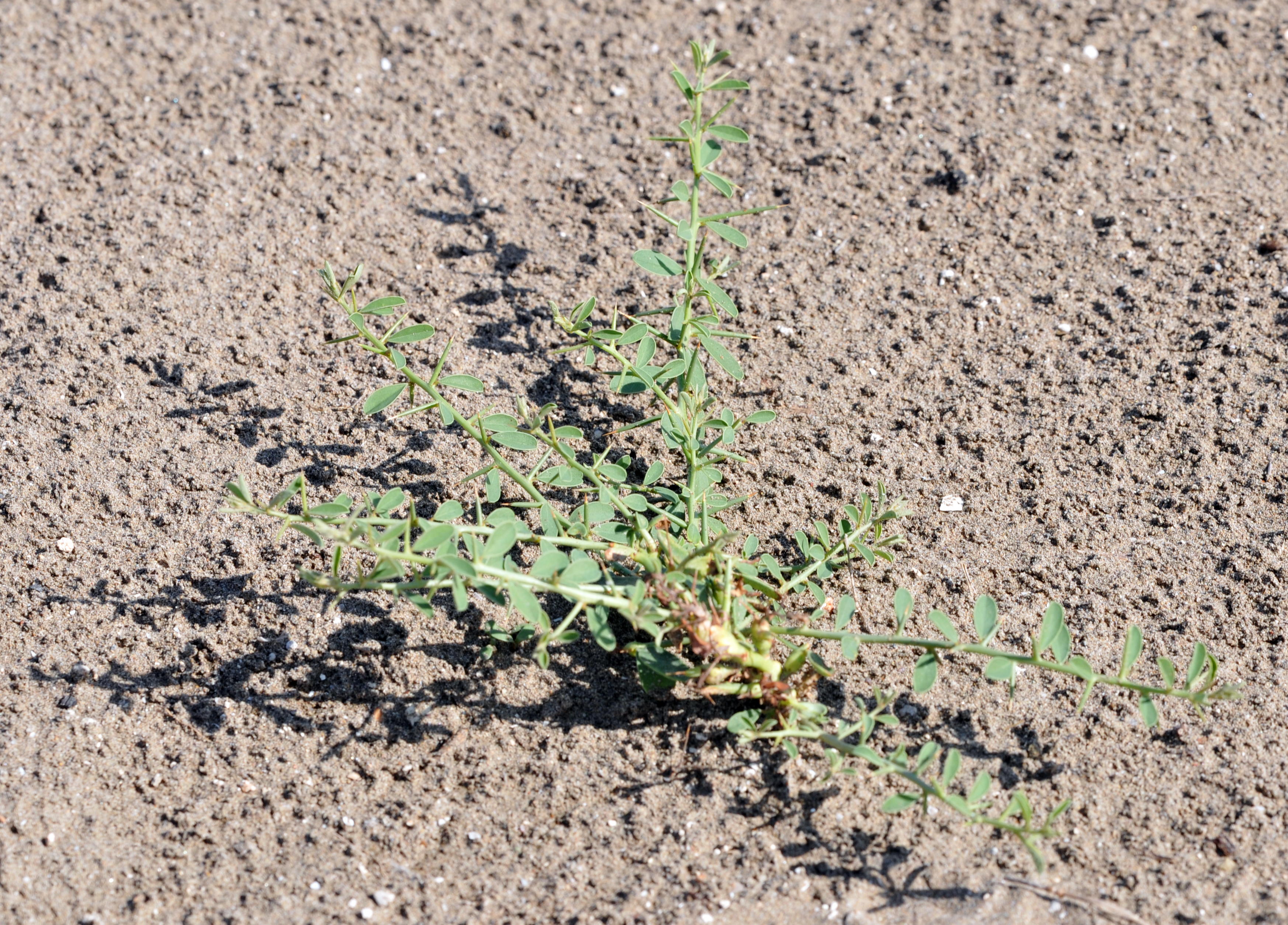
Vista de la planta

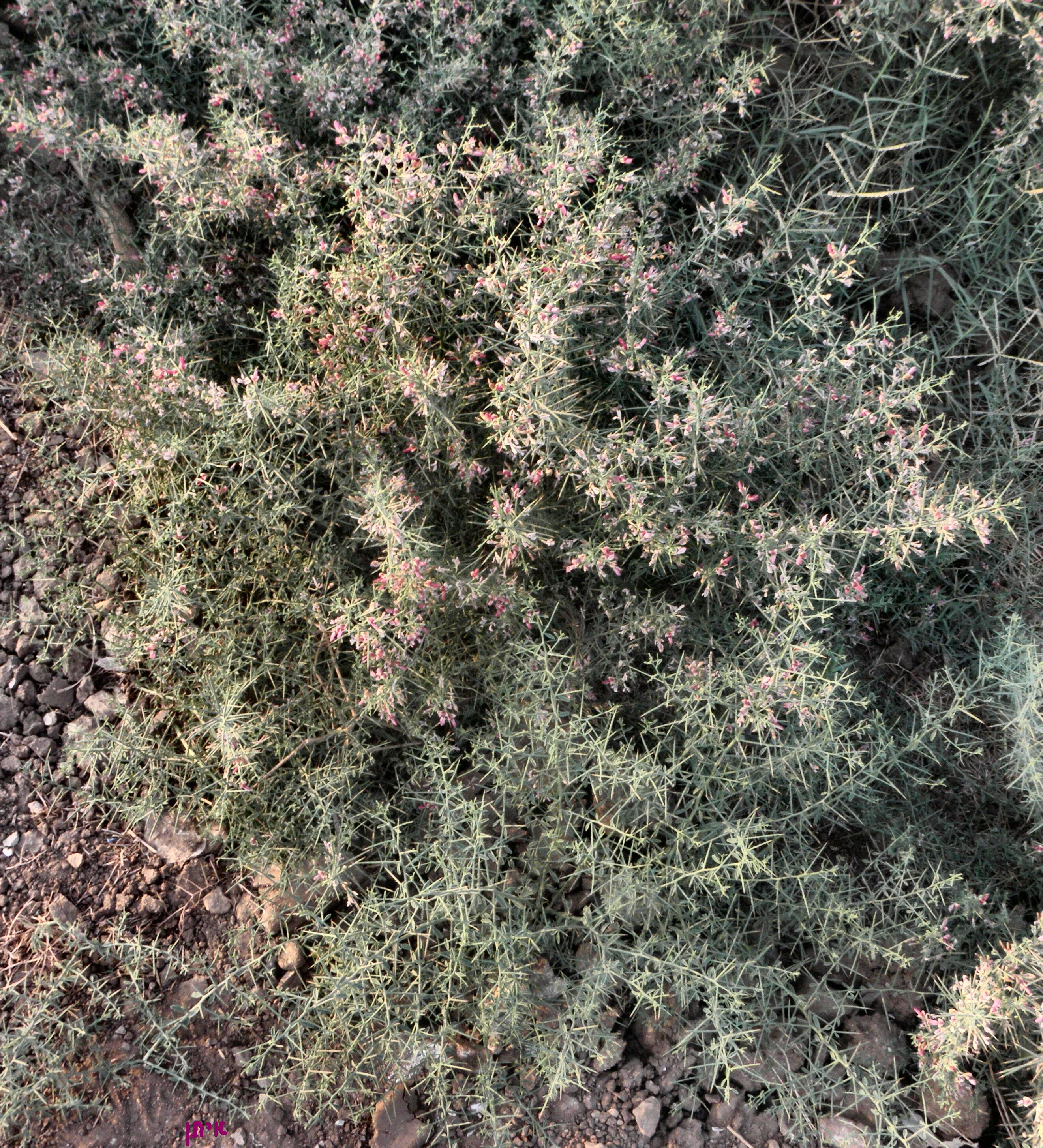
En su hábitat

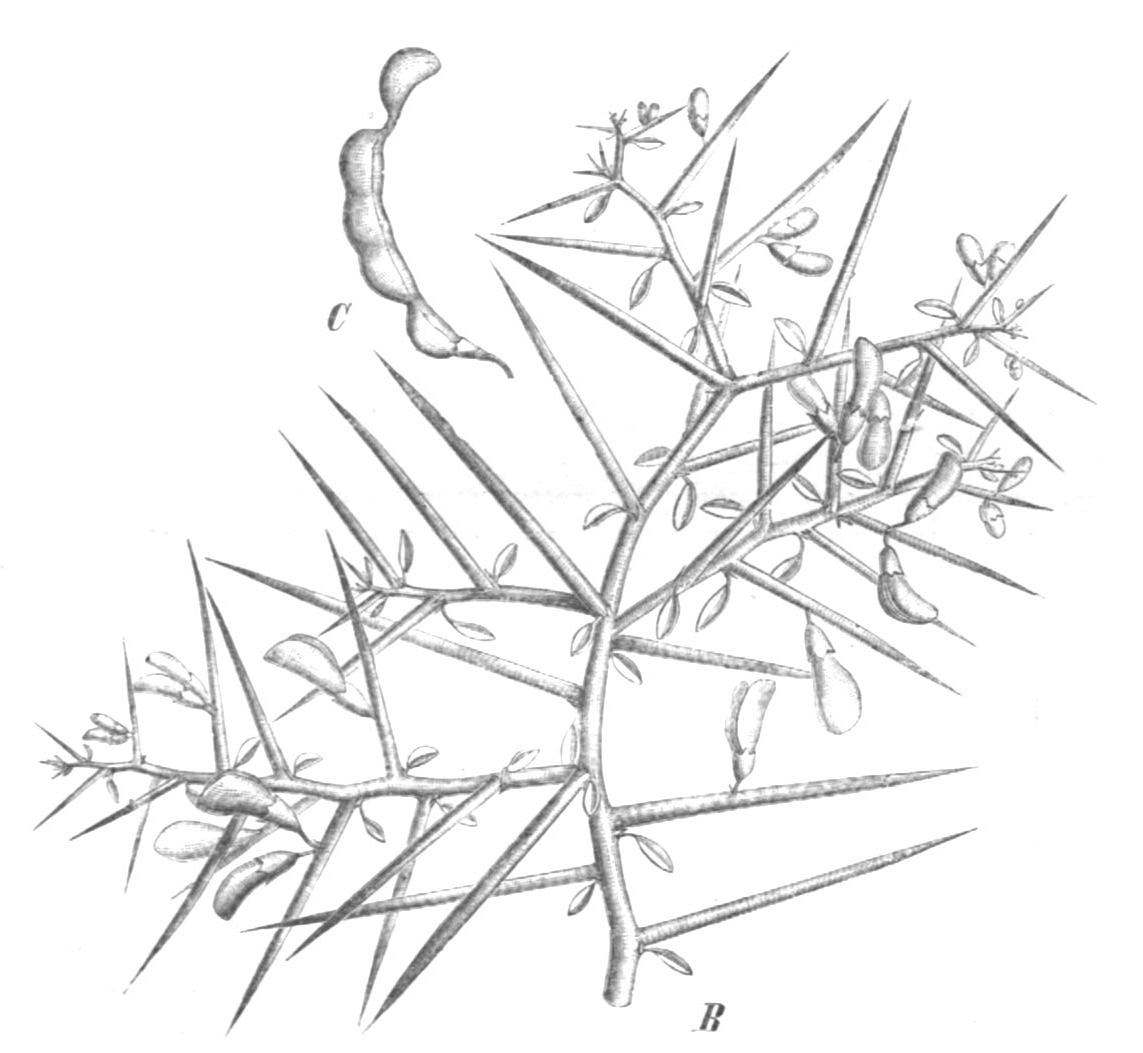
Ilustración

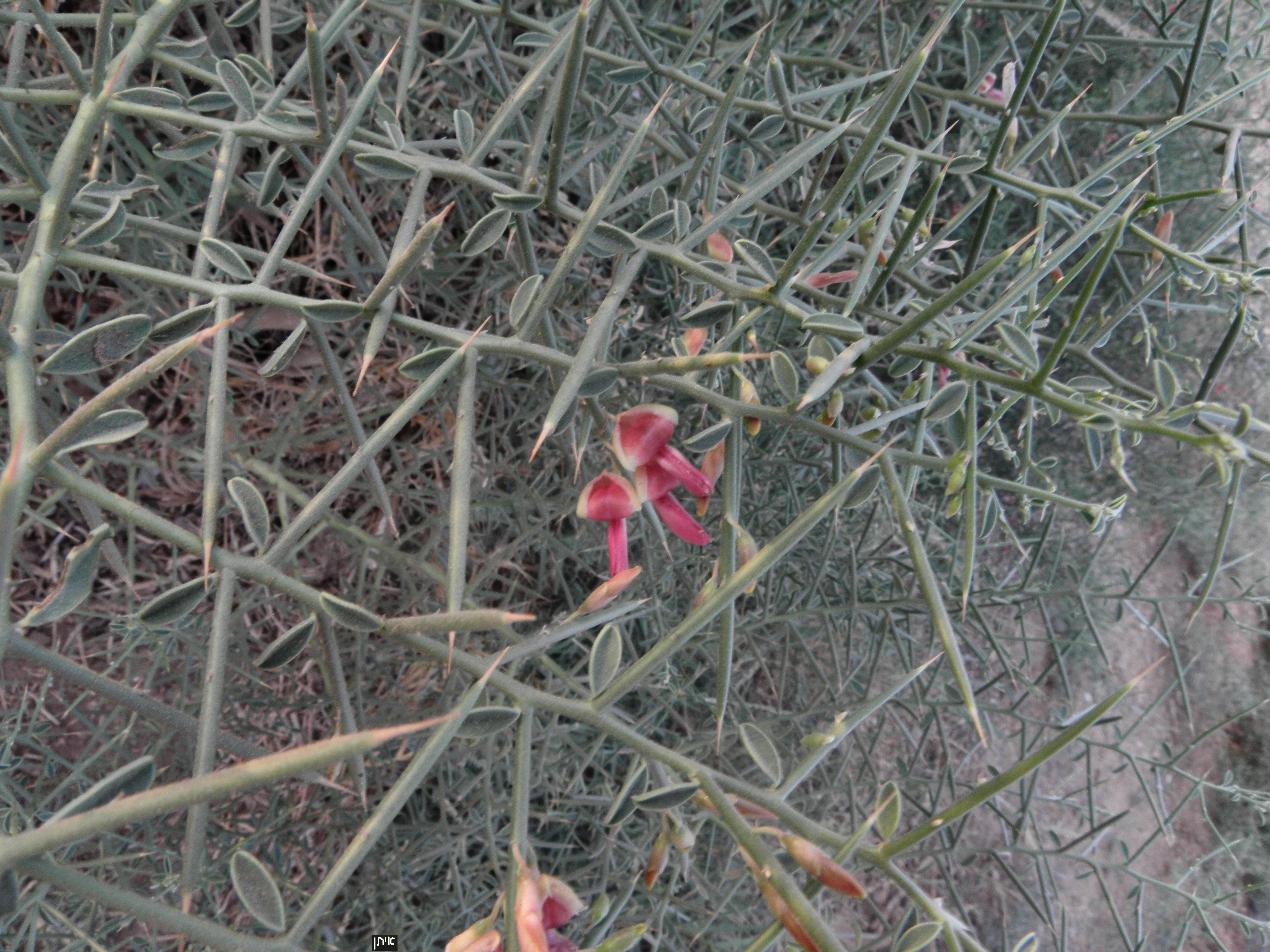
Detalle

## Distribución
Este arbusto es nativo de la región que se extiende desde el Mediterráneo hasta Rusia, pero se ha introducido en muchas otras áreas del mundo, como Australia, el sur de África y el oeste de Estados Unidos. Se distribuye por Eurasia y el Medio oriente, en: Afghanistán; Armenia; Azerbaiyán; norte de China; Chipre; norte de India; Irán; Irak; Israel; Jordania; Kazajistán; Kuwait; Líbano; Mongolia; Pakistán; Siria; Tayikistán; Turquía; Turkmenistán; Uzbekistán; y Rusia (en Ciscaucasia, Dagestán.

## Descripción
Es una planta perenne que crece a partir de un masivo sistema de rizomas que puede extenderse más de dos metros en el suelo. Nuevos brotes pueden aparecer a más de 6 m de distancia de la planta madre. Sobre el terreno, la planta rara vez llega a 120 cm de altura. Se trata de un follaje gris verdoso muy ramificado, con largas espinas a lo largo de las ramas. Lleva pequeñas flores, de color rosa brillante  y  pequeñas vainas de leguminosas, que son de color marrón o rojizo y constreñida entre las semillas. Las semillas están manchadas de color marrón.  

## Usos
Alhagi maurorum se ha utilizado de forma local en la medicina popular como tratamiento para tumores glandulares, pólipos nasales  y enfermedades relacionadas con las vías biliares.  Se utiliza como hierba medicinal por sus propiedades como gastroprotectoras, diaforético, diurético, expectorante, laxante, antidiarreico y antiséptico, y en el tratamiento del reumatismo y las hemorroides.  La planta se menciona en el Corán como fuente de dulce Maná. También se ha utilizado como edulcorante.

## Ecología
Alhagi maurorum es una maleza nociva fuera de su área de distribución natural. Es un contaminante de la semilla de alfalfa, y crece fácilmente cuando se introduce accidentalmente a un campo cultivado. Cuenta con una amplia tolerancia a los suelos, prosperando en solución salina, arena, roca y suelos secos. Lo hace mejor cuando crecen junto a una fuente de agua, tal como una zanja de riego. Es difícil de aceptar por los animales e irritante cuando invade el forraje y la tierra de pastoreo. 

## Taxonomía
Alhagi maurorum fue descrita por Friedrich Kasimir Medikus y publicado en Notes from the Royal Botanic Garden, Edinburgh 31(1): 131. 1971.
Etimología
Alhagi: nombre genérico que proviene de la palabra árabe  para peregrino.
maurorum: epíteto
Sinonimia
- Alhagi camelorum DC.
- Alhagi camelorum Fisch.
- Alhagi camelorum var. spinis-elongatis Boiss.
- Alhagi kirghisorum sensu Grossh.
- Alhagi maurorum subsp. maurorum
- Alhagi persarum Boiss. & Buhse
- Alhagi pseudalhagi (M.Bieb.) Fisch.
- Alhagi pseudalhagi subsp. persarum (Boiss. & Buhse) Takht.
- Hedysarum alhagi L.
- Hedysarum pseudalhagi M.Bieb.[6][7]